# Svarthuvad apalis
Svarthuvad apalis (Apalis melanocephala) är en fågel i familjen cistikolor inom ordningen tättingar.

## Utseende och läte
Svarthuvad apalis är en tydligt tecknad apalis med mörk ovansida, vit undersida och lång stjärt med vita spetsar. Fjäderdräkten varierar tydligt geografiskt i både ryggfärg (från svart till olivgrå), längden på stjärten och närvaro eller frånvaro av beigefärgad anstrykning på strupen. I hela utbredningsområdet har honan ljusare ovansida än hanen. Andra apaliser har mindre kontrastrik dräkt och ofta ljusa kanter på stjärten snarare än ljusa spetsar. Sången består av ett upprepat enkelt "swit" eller en serie med mer komplexa två- eller trestaviga fraser.

## Utbredning och systematik
Svarthuvad apalis förekommer i östra Afrika, från södra Somalia till södra Moçambique. Den delas in i nio underarter med följande utbredning:
- Apalis melanocephala melanocephala – södra Somalia, Kenyas kust och kustnära nordöstra Tanzania
- Apalis melanocephala nigrodorsalis – högländerna i Kenya
- Apalis melanocephala moschi – södra Kenya (Taita Hills) och högländerna i östra Tanzania
- Apalis melanocephala muhuluensis – sydöstra Tanzania (Mahenge och Songea)
- Apalis melanocephala adjacens – sydöstra Malawi
- Apalis melanocephala fuliginosa – sydöstra Malawi (Mulanje och Thyolo)
- Apalis melanocephala lightoni – västra Moçambique, sydöstra Zimbabwe
- Apalis melanocephala tenebricosa – norra Moçambique (Njesiplatån, Chiperoni och Namuli)
- Apalis melanocephala addenda – södra Moçambique

### Familjetillhörighet
Cistikolorna behandlades tidigare som en del av den stora familjen sångare (Sylviidae). Genetiska studier har dock visat att sångarna inte är varandras närmaste släktingar. Istället är de en del av en klad som även omfattar timalior, lärkor, bulbyler, stjärtmesar och svalor. Idag delas därför Sylviidae upp i ett antal familjer, däribland Cisticolidae.

## Levnadssätt
Svarthuvad apalis hittas i fuktiga skogar och lummiga snår i bergstrakter på medelhög höjd.

## Status och hot
Arten har ett stort utbredningsområde, men tros minska i antal, dock inte tillräckligt kraftigt för att den ska betraktas som hotad. Internationella naturvårdsunionen IUCN listar arten som livskraftig (LC).